# Велика Картель
Велика Карте́ль (рос. Большая Картель) — село у складі Комсомольського району Хабаровського краю, Росія. Адміністративний центр та єдиний населений пункт Великокартельського сільського поселення.

## Населення
Населення — 1568 осіб (2010; 2014 у 2002).
Національний склад (станом на 2002 рік):
- росіяни — 83 %